# Art & Music
Concerto grosso (Art & Music) è un album delle Silberflöten pubblicato in Svizzera da Viertbauer nel 2002.

## Tracce
1. Un'ora più bella (Jan Hrábek) - 3:36
2. Respirium (Jan Hrábek) - 3:00
3. Adagio (Jan Hrábek) - 3:36
4. Menuetto in re (Jan Hrábek) (Jan Hrábek) - 2:31
5. Amaretti (Jan Hrábek) - 3:13
6. Sala degli specchi (Jan Hrábek, Alexius Tschallener) - 4:45
7. Le moment unique (dédiée à Rose "Biedermeier") (Jan Hrábek) - 3:32
8. Rêverie sous l'ombre (dédiée à Christine L.) (Jan Hrábek) - 3:28
9. Les messages sidéraux (Jan Hrábek) - 3:49
10. Our Evening Time (Jan Hrábek) - 4:41
11. Una donna tenera (Jan Hrábek) - 3:21
12. Una reminiscenza deliziosa (Jan Hrábek) - 3:39
13. Bambini, lamponi e sogni (Jan Hrábek) - 3:38
14. Romanetto (Jan Hrábek) - 4:04
15. Silberflöten (Jan Hrábek) - 7:21